# (654) Зелинда
(654) Зелинда (англ. Zelinda) — астероид главного пояса, который относится к тёмному спектральному классу Ch. Он был открыт 4 января 1908 года немецким астрономом Августом Копффом в Гейдельбергской обсерватории и назван в честь дочери итальянского математика Улисса Дини.

Орбита астероида Зелинда его положение в Солнечной системе
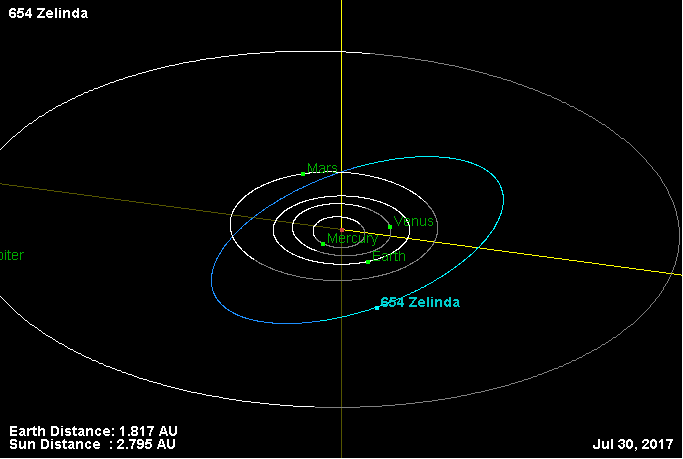
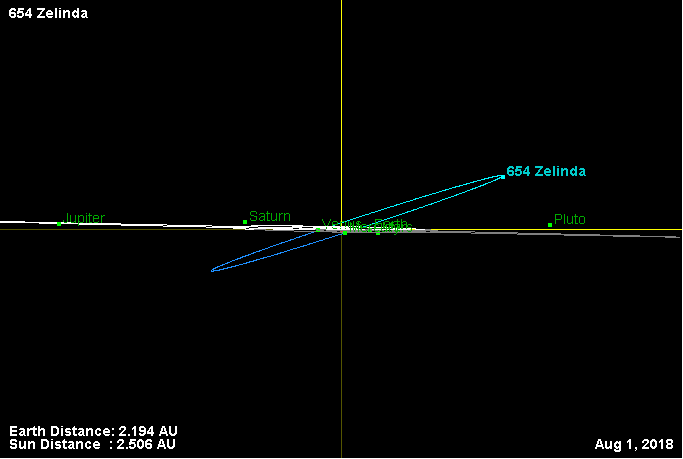

В 1988 году во время сближения с Землёй до расстояния в 0,89 а. е. (133,5 млн км) астероид исследовался
с помощью радиотелескопа в обсерватории Аресибо. По результатам этих исследований площадь поперечного сечения составила 2200 км². Измерения, проведённые позднее в обсерватории Кека, дали значение диаметра астероида в 131 км и позволили предположить, что это тело имеет в сечении треугольную форму.
Тиссеранов параметр относительно Юпитера — 3,494.